# Władysław Jerzy Wężyk
Władysław Jerzy Wężyk (ur. 1938, zm. 27 listopada 2015) – polski dyplomata, prezes Izby Przemysłowo-Handlowej Polska-Izrael, zastępcy sekretarza generalnego ds. zagranicznych Krajowej Izby Gospodarczej.
Był absolwentem Wydziału Prawa Uniwersytetu Warszawskiego. W okresie PRL był działaczem Związku Młodzieży Socjalistycznej. Piastował funkcję prezesa Izby Przemysłowo-Handlowej Polska-Izrael oraz zastępca sekretarza generalnego ds. zagranicznych Krajowej Izby Gospodarczej. W 2005 roku był w grupie zasłużonych działaczy Krajowej Izby Gospodarczej odznaczonych z okazji 15-lecia działalności Izby przez Prezydenta RP Aleksandra Kwaśniewskiego Krzyżem Komandorskim Orderu Odrodzenia Polski. Zmarł 27 listopada 2015 roku, pochowany na Cmentarzu Wojskowym na Powązkach w Warszawie (kwatera A8-5-24).

## Wybrane odznaczenia
- Krzyż Komandorski Orderu Polonia Restituta[9]